# Pelješi-csatorna
A Pelješi-csatorna (vagy Pelješac-csatorna, horvátul: Pelješki kanal) egy tengerszoros Horvátországban, az Adriai-tengerben, Dalmáciában.

## Leírása
A Pelješi-csatorna egy tengeri átjáró a Pelješac-félsziget és Korčula szigete között. Hosszúsága 12 km, szélessége 1,3 és 2,3 km között váltakozik, mélysége 60 m. A Mljeti-csatornát köti össze a Korčulai-csatornával.
A Pelješi-csatorna nyugati végét az a képzeletbeli vonal adja, amely összeköti az Osičac-fokot, a Peljesac-félsziget nyugati végén, a Korčula északi partján található Račišće kikötőjével. Az Osičac-fokot világítótorony jelöli. Kelet felé haladva a csatorna a Sveti Ivan-fok (rt Sv. Ivan) magasságában, a Kneža-fokkal szemben beszűkül. Miután elhaladt Korčula városa mellett, amely a csatorna szélességét 1,3 km-re szűkítő kis hegyfokon fekszik, a csatorna kiszélesedik és a Korcula-szigete melletti elhaladásáig tart. A csatorna keleti határát a Ražnjić-fokot a Korčula keleti végén fekvő Podstuppal összekötő képzeletbeli vonal jelöli. Podstup egyben a Trestenica-öböl keleti határa, amelynek szemközti oldalán Orebić városa található
A Peljesac-félsziget déli partja mentén a tenger mélysége kedvező és nincsenek jelentős akadályok, a Korcula-sziget északi partja mentén pedig sekély a tenger, több alacsony és kisebb szigettel. A csatorna nyugati végén található a Korcula-szigetcsoport 19 szigettel és sziklával.

## Fordítás
Ez a szócikk részben vagy egészben  a   Canale di Sabbioncello című olasz Wikipédia-szócikk ezen változatának fordításán alapul.  Az eredeti cikk szerkesztőit annak laptörténete sorolja fel. Ez a jelzés csupán a megfogalmazás eredetét és a szerzői jogokat jelzi, nem szolgál a cikkben szereplő információk forrásmegjelöléseként.